# Фердинандув (Поддембицький повіт)
Фердинандув (пол. Ferdynandów) — село в Польщі, у гміні Пенчнев Поддембицького повіту Лодзинського воєводства.
Населення — 61 особа (2011).
У 1975-1998 роках село належало до Серадзького воєводства.

## Демографія
Демографічна структура станом на 31 березня 2011 року:
|          | Загалом | Допрацездатний вік | Працездатний вік | Постпрацездатний вік |
| -------- | ------- | ------------------ | ---------------- | -------------------- |
| Чоловіки | 32      | 8                  | 15               | 9                    |
| Жінки    | 29      | 4                  | 13               | 12                   |
| Разом    | 61      | 12                 | 28               | 21                   |